# 総社市立山手小学校
総社市立山手小学校（そうじゃしりつやまてしょうがっこう）は、岡山県総社市の南東部、旧山手村地区にある市立小学校。

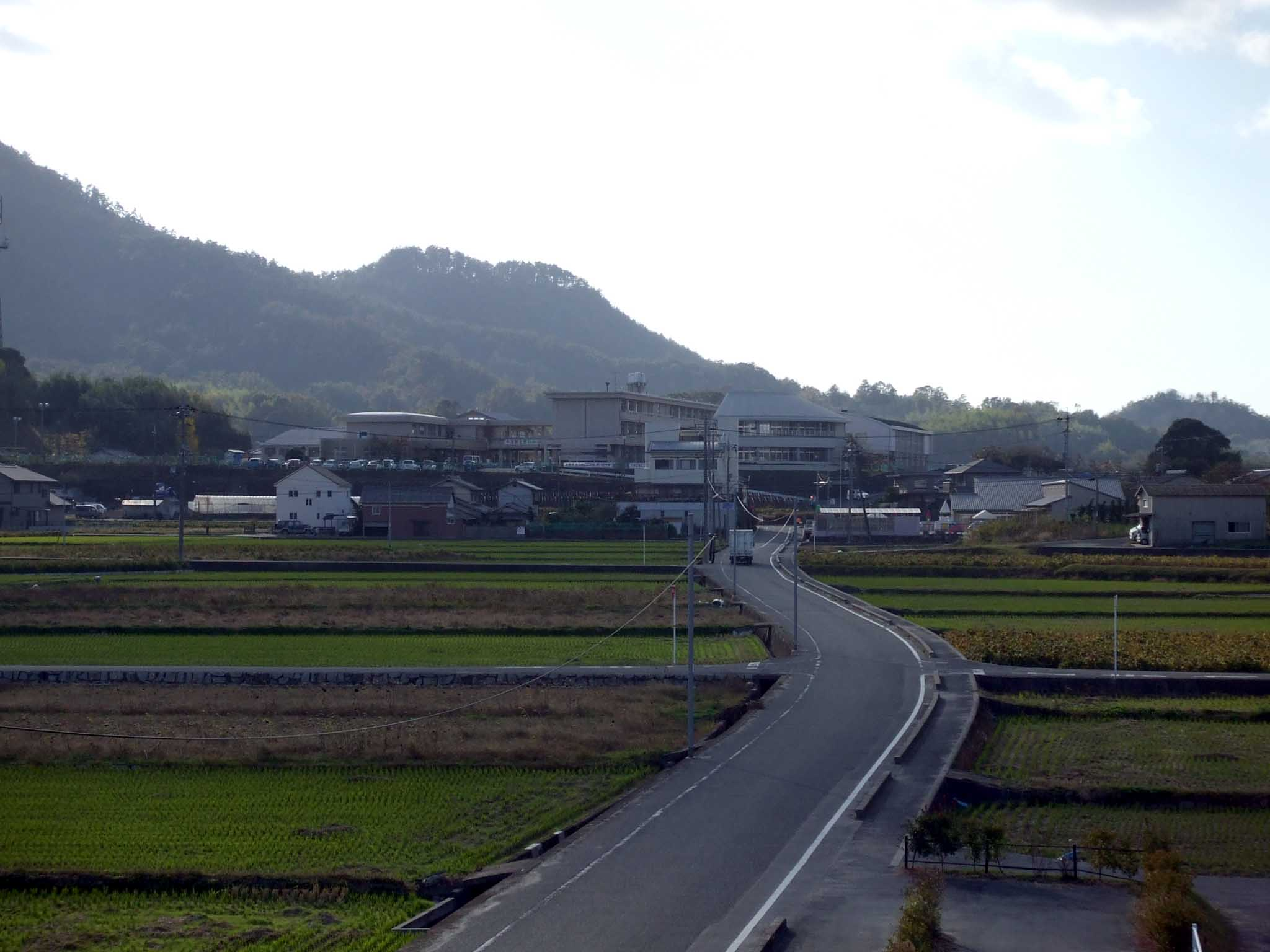
校舎を東から望む

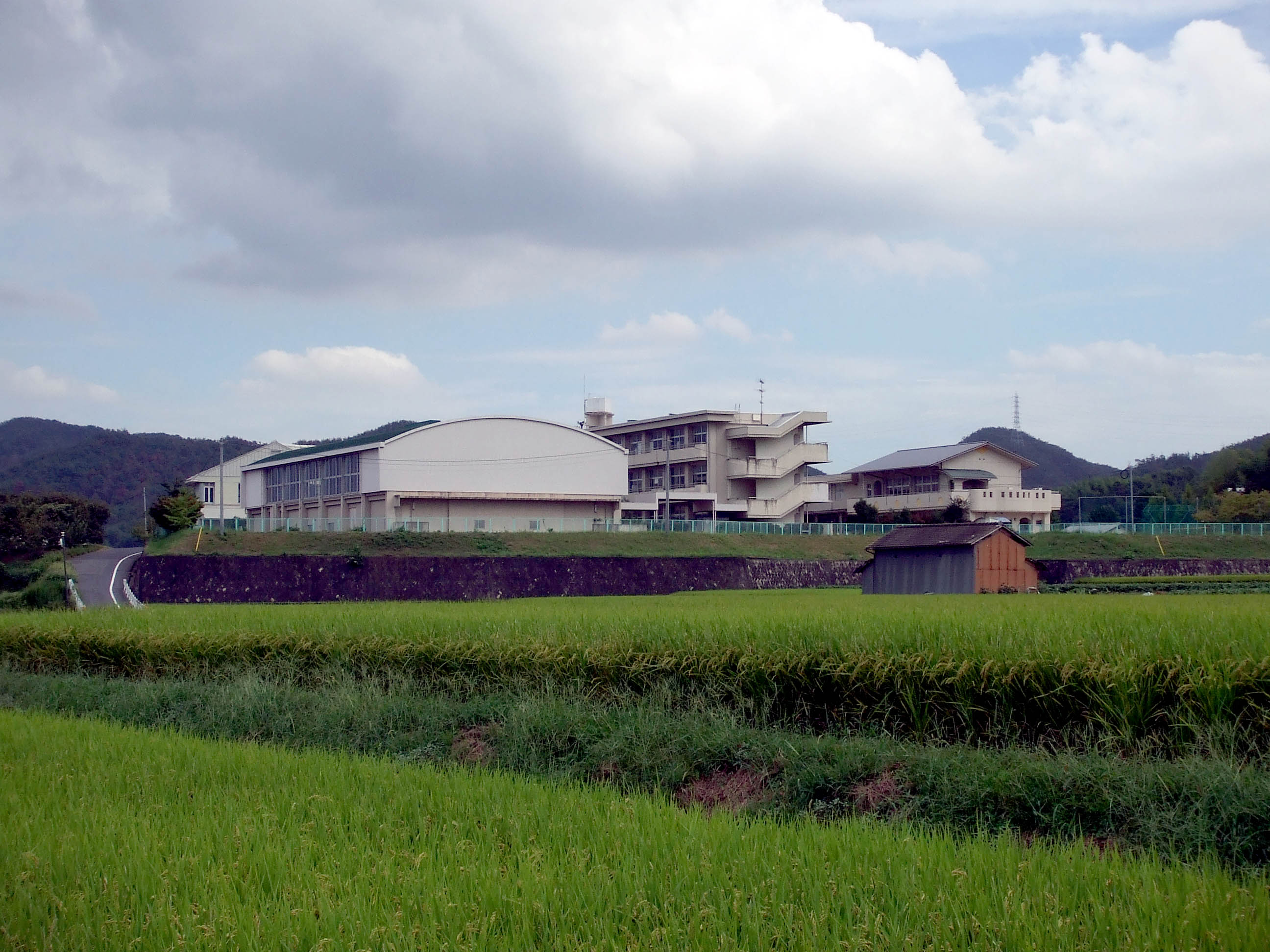
校舎を西から望む

## 所在地
- 郵便番号：719-1162
- 住所：岡山県総社市岡谷607-2番地

## 沿革
- 1947年（昭和22年） - 山手村立山手小学校と改称。
- 1978年（昭和53年） - 現位置に新築移転。
- 2005年（平成17年） - 山手村が総社市、清音村と合併するのに伴い、総社市立山手小学校と改称。

## 旧校舎
- 1977年（昭和52年）度までは、現在の山手公民館の駐車場南端に存在した木造二階建て校舎を使用していた。屋根が赤く塗られていたのが特徴で、当時の校歌に「赤色屋根の学び舎」と歌われた。この歌詞は校の移転後もしばらく使われ続けた。移転後、旧校舎は「村民センター」と言う名称で公民館として長く利用された。後に老朽化のため解体された。

## アクセス
- 岡山自動車道、岡山総社インターチェンジより車で10分。
- 山陽自動車道、倉敷インターチェンジより車で10分。
- 清音駅より車で5分。
- 総社駅、服部駅より車で8分。

## 通学区域が隣接している学校
- 総社市立総社東小学校
- 総社市立総社小学校
- 総社市立常盤小学校
- 総社市立清音小学校
- 倉敷市立菅生小学校
- 倉敷市立庄小学校
- 岡山市立加茂小学校